# Methanopyraceae
A Methanopyraceae a Methanopyrales rendbe tartozó Archaea család. Az archeák – ősbaktériumok – egysejtű, sejtmag nélküli prokarióta szervezetek.

### Tudományos könyvek
- Huber R.szerk.: DR Boone: Family I. Methanopyralceae fam. nov., Bergey's Manual of Systematic Bacteriology Volume 1: The Archaea and the deeply branching and phototrophic Bacteria, 2nd, New York: Springer Verlag, 169. o. (2001. március 20.). ISBN 978-0-387-98771-2
- Huber R.szerk.: DR Boone: Order I. Methanopyrales ord. nov., Bergey's Manual of Systematic Bacteriology Volume 1: The Archaea and the deeply branching and phototrophic Bacteria, 2nd, New York: Springer Verlag, 169. o. (2001. március 20.). ISBN 978-0-387-98771-2

### Tudományos adatbázisok
- Methanopyraceae PubMed hivatkozásai
- Methanopyraceae PubMed Central hivatkozásai
- Methanopyraceae Google Scholar hivatkozásai